# Emily Prager
Emily Prager é uma autora e jornalista estadunidense. Prager cresceu no Texas, Taiwan e Greenwich Village, Nova Iorque. Ela é uma graduada da Brearley School, Barnard College e tem um mestrado em Linguística Aplicada.

## Carreira
Prager estrelou na televisão em The Edge of the Night na década de 1960, e foi uma editora contribuinte da National Lampoon, uma performer em The National Lampoon Radio Hour e trabalhou e apareceu na paródia do anuário de The High School. Sua obra apareceu também em Titters, A Book of Humor by Women. Ela era uma escritora, e brevemente um membro do elenco de Saturday Night Live. Embora ela não tenha aparecido no único episódio para o qual ela foi creditada como uma participante, ela apareceu sem créditos em cinco episódios anteriores.
Ela foi uma escritora e atriz no filme cult, Mr. Mike's Mondo Video, e o filme de Robert Longo, Arena Brains. Suas obras incluem um compêndio de sua escrita humorística, In the Missionary Position, o conto aclamado da coleção A Visit From the Footbinder and Other Stories, e os romances Eve's Tattoo, Clea and Zeus Divorce, e Roger Fishbite, e uma memória, Wuhu Diary. Ela tem sido uma colunista para a The Village Voice, o New York Times, e Daily Telegraph, Penthouse, e The Guardian. Ela é uma "Literary Lion" da New York Public Library e no ano de 2000, recebeu o primeiro prêmio de jornalismo on-line por comentários dados pela Columbia University Graduate School of Journalism. Prager lecionou na Shangai American School (Pudong Campus) em Xangai, China. Dana Elcar foi seu padrasto. Ela tem uma filha adotiva, Lulu Prager. Atualmente ela está lecionando em Islamabad, Paquistão.

## Jornalismo
- Daily Telegraph
- New York Times
- Penthouse
- The Guardian
- Village Voice

## Escritos
- A Visit From the Footbinder and Other Stories
- Clea and Zeus Divorce
- Eve's Tattoo
- In the Missionary Position
- The National Lampoon - Editora Contribuinte
- Titters, A Book of Humor by Women
- Roger Fishbite
- Wuhu Diary

## Televisão e filmografia
- Arena Brains
- The Edge of Night
- Mr. Mike's Mondo Video
- The National Lampoon Radio Hour
- The High School Yearbook Parody

## Reconhecimentos
- Online Journalism Award for Commentary - 2000 - Columbia University Graduate School of Journalism